# Phymatodes grandaevus
Phymatodes grandaevus är en skalbaggsart som först beskrevs av Henry Frederick Wickham 1917.  Phymatodes grandaevus ingår i släktet Phymatodes och familjen långhorningar. Inga underarter finns listade i Catalogue of Life.